# Abhishek Chatterjee
Abhishek Chatterjee (en bengalí: অভিষেক চ্যাটার্জী) (Baranagar, 15 de agosto de 1963 - ibidem, 24 de marzo de 2022) fue un actor indio conocido por su trabajo en el cine bengalí.

## Temprana edad y educación
Después de terminar su educación secundaria en la Baranagore Ramakrishna Mission Ashrama High School, se graduó en el Colegio de Seth Anandram Jaipuria de la Universidad de Calcuta.

## Filmografía
- Pathbhola (1986) .... Gupi[5]
- Sangharsha (1995)
- Abirvab (1995)
- Phiriye Dao (1994) ... Abhi
- Jamaibabu (1996).... Jayanta
- Dahan (Crossfire) (1997) .... Palash
- Nayaner Alo (1998)
- Bariwali (The Lady of the House) (1999) .... Abhijeet
- Madhur Milan (2000)
- Mayer Anchal (2003)
- Arjun Aamar Naam (2003)
- Alo (2003)
- Sokal Sondha (2006)
- Misti Cheler Dustu Buddhi (2013)
- One (2017)
- Nilacholey Kiriti (2018)

## Televisión
- Ichchenodi (Star Jalsha)
- Pita (TV series) (Colors Bangla)
- Apur Sansar (Zee Bangla)
- Andarmahal (Zee Bangla)
- Kusum Dola (Star Jalsha)
- Fagun Bou (Star Jalsha)